# Selenops aequalis
Selenops aequalis är en spindelart som beskrevs av Franganillo 1935. Selenops aequalis ingår i släktet Selenops och familjen Selenopidae.
Artens utbredningsområde är Kuba. Inga underarter finns listade i Catalogue of Life.